# Prószków
Prószków (Duits: Proskau) is een stad in het Poolse woiwodschap Opole, gelegen in de powiat Opolski. De oppervlakte bedraagt 16,23 km², het inwonertal 2660 (2005). Sinds 2008 is de gemeente officieel tweetalig: Pools en Duits.